# Миронов, Василий Савельевич
Василий Савельевич Миронов (1869 — ?) — рабочий чугунолитейной мастерской, депутат Государственной думы I созыва от Тамбовской губернии.

## Биография
По сословному происхождению из мещан города Козлова. Грамоте обучался дома. Работал модельщиком в чугунолитейной мастерской в Козлове. Незадолго до начала заседаний Думы участвовал в Московском съезде"Союза истинно русских людей".
28 марта 1906 избран в Государственную думу I созыва от общего состава выборщиков Тамбовского губернского избирательного собрания. В думе по одним сведениям примкнул у Трудовой группе, однако сами трудовики в своём издании «Работы Первой Государственной Думы» политическую позицию Миронова характеризуют как «Б. пр.». Это означает, что беспартийный Миронов поселился на казённой квартире Ерогина, нанятой на государственные деньги для малоимущих депутатов специально для их обработки в проправительственном духе, и оставался там до конца работы в Думе. Подпись Миронова появилась под манифестом 14 рабочих-депутатов, но позднее он телеграммой в газету «Московские ведомости» отказался от участия в данном манифесте. Итоги выборов В Тамбовскую губернию отменены по докладу 4-го отдела Государственной Думу. Миронов подписал заявление депутатов от Тамбовской губернии по поводу доклада 4-го отдела. 14 июня 1906 результаты выборов 11 депутатов от Тамбовской губернии, в том числе и Миронова, отменены.
Дальнейшая судьба и дата смерти неизвестны.

### Архивы
- Российский государственный исторический архив. Фонд 1278. Опись 1 (1-й созыв). Дело 51. Лист 52, 63; Фонд 1327. Опись 1. 1905 год. Дело 141. Лист 40; Дело 143. Лист 136 оборот.